# Tournoi international de Bruxelles
Le Tournoi international de Bruxelles a été une compétition internationale de hockey sur glace entre clubs européens. 

## Palmarès
| Édition | Vainqueur          | Finaliste      |
| ------- | ------------------ | -------------- |
| 1910    | Canadiens d'Oxford | Berlin SC      |
| 1911    | Canadiens d'Oxford | Bruxelles IHSC |